# Cristina Gonçalves
Cristina Gonçalves (Lisboa, 15 de septiembre de 1977) es una deportista portuguesa que compitió en bochas adaptadas. Ganó cuatro medallas en los Juegos Paralímpicos de Verano entre los años 2004 y 2024.

## Palmarés internacional
| Juegos Paralímpicos | Juegos Paralímpicos     | Juegos Paralímpicos | Juegos Paralímpicos     |
| Año                 | Lugar                   | Medalla             | Prueba                  |
| ------------------- | ----------------------- | ------------------- | ----------------------- |
| 2004                | Atenas (Grecia)         | Medalla de oro      | Equipo BC1-BC2 mixto    |
| 2008                | Pekín (China)           | Medalla de plata    | Equipo BC1-BC2 mixto    |
| 2016                | Río de Janeiro (Brasil) | Medalla de bronce   | Equipo BC1-2 mixto      |
| 2024                | París (Francia)         | Medalla de oro      | Individual BC2 femenino |